# Enispa simplex
Enispa simplex là một loài bướm đêm trong họ Noctuidae.